# Masdevallia norrisiorum
Masdevallia norrisiorum är en orkidéart som beskrevs av Carlyle August Luer och Stig Dalström. Masdevallia norrisiorum ingår i släktet Masdevallia och familjen orkidéer.
Artens utbredningsområde är Peru. Inga underarter finns listade i Catalogue of Life.